# Kūlsavānd
Kūlsavānd (persiska: کولسوند) är en ort i Iran.   Den ligger i provinsen Kermanshah, i den västra delen av landet, 500 km väster om huvudstaden Teheran. Kūlsavānd ligger 1 169 meter över havet och antalet invånare är 159.
Terrängen runt Kūlsavānd är kuperad västerut, men österut är den bergig. Kūlsavānd ligger nere i en dal. Runt Kūlsavānd är det ganska tätbefolkat, med 54 invånare per kvadratkilometer. Närmaste större samhälle är Zarneh, 11,8 km söder om Kūlsavānd. Omgivningarna runt Kūlsavānd är i huvudsak ett öppet busklandskap.